# Yves Meyer
Yves Meyer (n. 19 iulie 1939, Paris, Franța) este un matematician câștigător al Premiului Abel în 2017.